# Steffi Sorensen
Steffi Sorensen, née le 29 mars 1988 à Jacksonville (Floride) est une joueuse germano-américaine de basket-ball.

## Biographie
En quatre années de National Collegiate Athletic Association (NCAA), d'abord en Division 2 (2006-2007) où elle compile 14,5 points à 45 % (dont 40 % à trois points) en 25 min, puis à Santa Fe (2007-2008) avec des 14,1 points à 45 % au tir (dont 40 % à trois points) en 26 min. N'ayant plus rien à prouver en D2, elle rejoint les Florida Gators, où elle inscrit 9,2 points en 30 min à 41 % au tir (33 % à 3 points) la première année et 9,6 points en 31 min et 37 % au tir (36 % à 3 points) en senior, en tant que capitaine. En seulement deux saisons, elle s'établit comme une des meilleures tireuses à 3 points de l'histoire de l'université (37,3 % de réussite à 161/432).
Elle quitte le Hainaut dès novembre à sa demande, à la suite de difficultés d'adaptation. En 6 matches, elle a compilé 6,7 points avec une adresse de seulement 35 % (29 % à trois points), 5,5 rebonds en 27 minutes de jeu. Elle est remplacée poste pour poste par l'Américano-Arménienne Amanda Jackson.

## Clubs
- 2006-2007 : Florida Gulf Coast (D2 NCAA)
- 2007-2008 : Santa Fe College (D2 NCAA)
- 2008-2009 : Florida Gators
- 2009-2010 : Florida Gators
- 2010-2011 : Union Hainaut Basket